# 秀才故居
22°26′40″N 114°00′30″E / 22.444346°N 114.008251°E

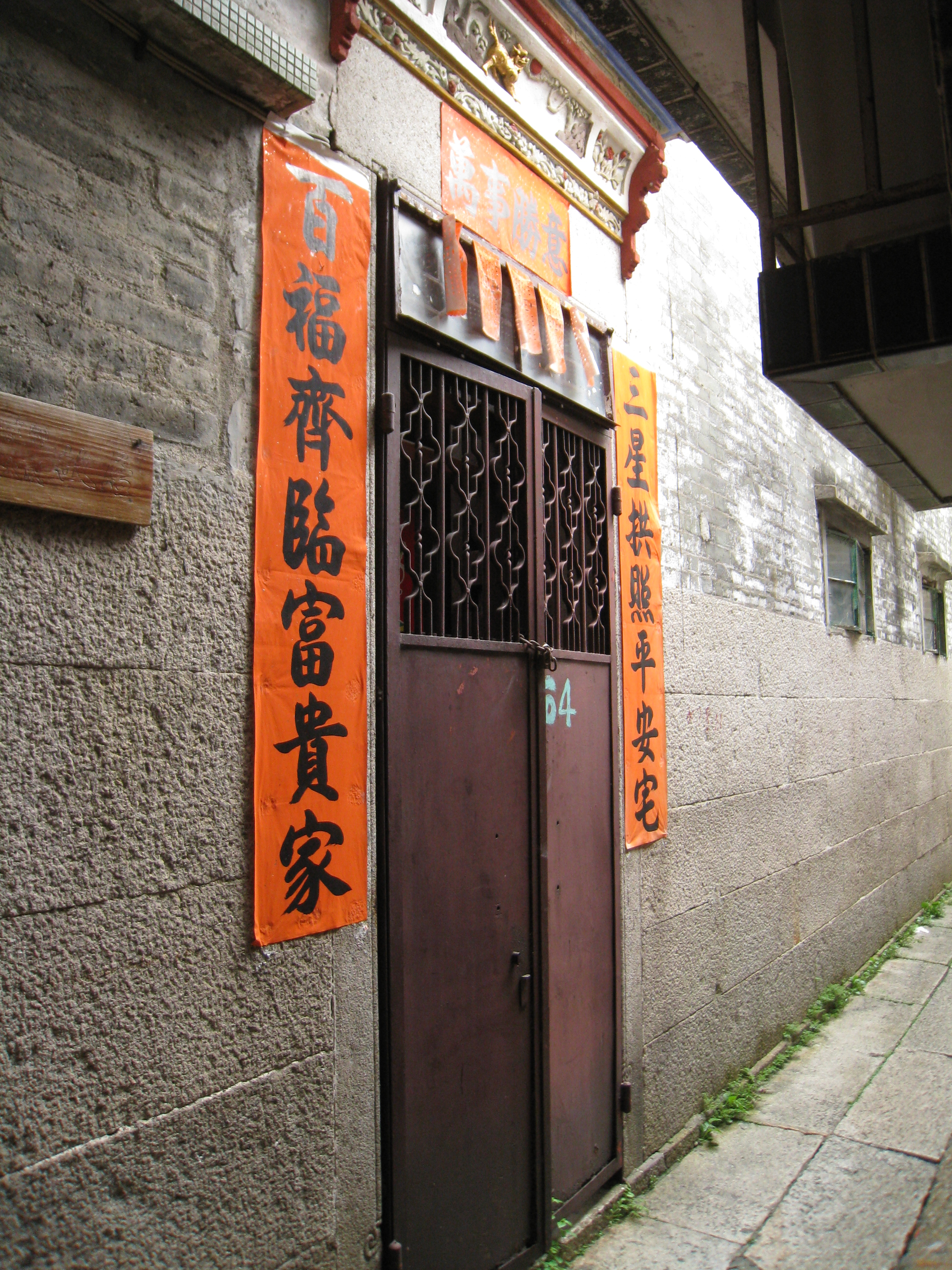
屏山坑尾村64號

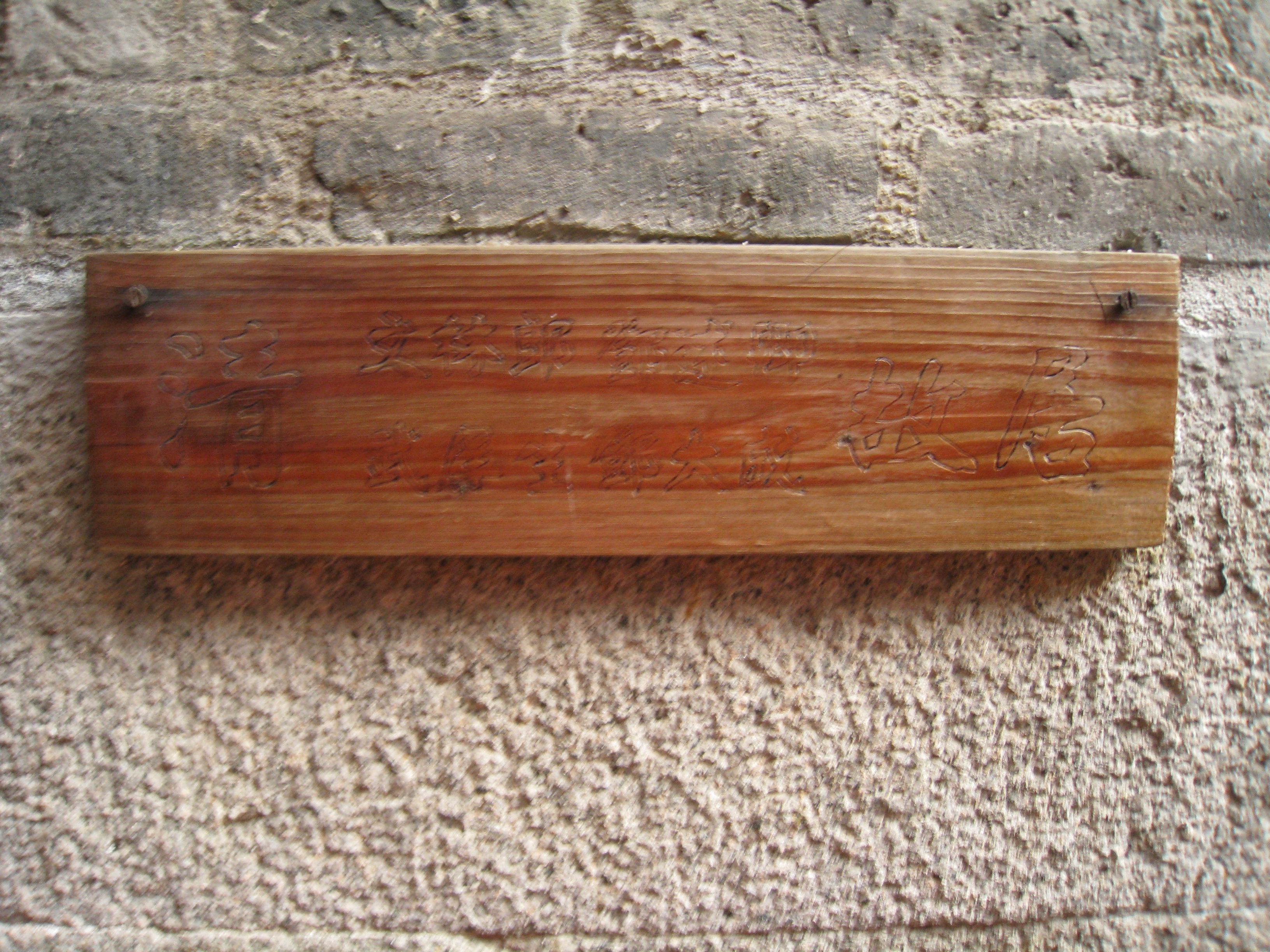
秀才故居門牌

秀才故居座落於香港元朗屏山坑尾村64號，是屏山鄧族相傳了六代並超過160年歷史的古老大屋。屏山文物徑中的文物多為祠堂、書室，而秀才故居是文物徑中唯一的民居古蹟，並在2010年12月10日被列為二級歷史建築。
在科舉中考得功名的鄧聖軒及鄧大成曾經居住於此，大屋亦因此得名。
秀才故居已重新裝修，恢復基本原貌，並作預約開放參觀。

## 開放時間
目前只於星期六開放，並需提前一星期作電話預約（另可安排公眾假期，但需先行查詢）。

## 外部連結
- 秀才故居